# 創意思維活動
創意思維活動，常被稱為OM（雖然官方簡稱為OotM），又名頭腦奧林匹克，是一個創意解難比賽。參賽者包含由幼兒園到大學的學生。團隊成員需經過共同努力，在數個月的時間內解決一個長期題，以及在比賽中作出一個限時的表演。他們還必須即時回答一個之前沒有見過的問題(即興題)。 
創意思維活動是由創意競賽公司創立的。

## 歷史

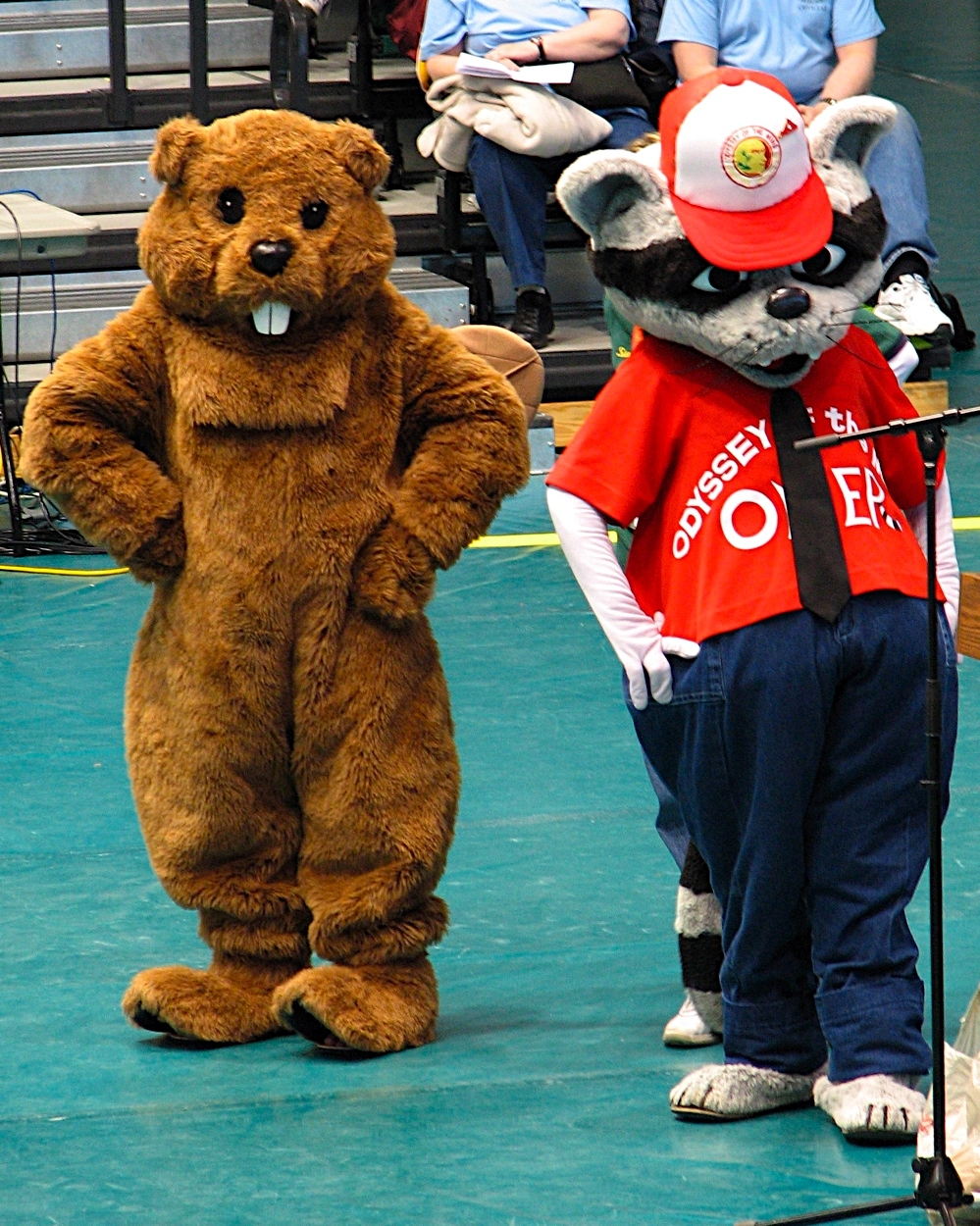
OMER（右）是創意思維活動的吉祥物。圖中還有紐約州的吉祥物SNYPS。

創意思維活動是在新澤西州Rowan University的Dr. C. Samuel Micklus於1978年創立的。第一次比賽，被稱為「思維奧林匹克」，參與隊伍乃28所新澤西州的學校。該比賽目前是國際性的，參賽的國家或地區包括澳洲、比利時、加拿大、中國、德國、中國香港、匈牙利、印度、義大利、日本、哈薩克、立陶宛、盧森堡、馬來西亞、墨西哥、摩爾多瓦、荷蘭、波蘭、俄羅斯、西伯利亞、新加坡、斯洛伐克、美國、烏茲別克、韓國、西部非洲。

## 組別分類
創意思維活動分為四個組別： 
- 第一組別學生年齡於5月1日屬12歲以下
- 第二組別年齡於5月1日不到15歲
- 第三組別年齡於5月1日為15歲以上並為全日制中學學生
- 第四組別為大學組

年齡最大的隊員，決定著隊伍的分組。第四組別是專為大學生而設的，所有團隊成員都必須有高中畢業文憑，或具同等學歷。 
每一個參加國都有自己的創意思維活動協會。大多數國家都進一步細分為區域。團隊競爭，在區域勝出方可進升到國家一級。國家優勝隊伍直接進入世界總決賽，通常是在每年的5月底。

## 世界決賽
各隊在自己的國家決賽中勝出，均可報名參加世界總決賽。參加世界總決賽，是經過了整整一年的創意思維活動。參加世界總決賽是各個創意思維活動團隊所爭取的榮耀。
- 2005-2006學年：愛荷華州立大學
- 2006-2007學年：密西根州立大學，2007年5月23日－5月26日
- 2007-2008學年：馬里蘭大學
- 2017-2018學年 ：愛荷華州立大學

在三個比賽日，隊伍演示長題目的解決方案以及完成一道即興題。世界總決賽其餘時間提供了例如「Pins Trading」徽章交換等不同的非比賽活動和觀摩其他隊伍比賽的機會，與來自全球的對手作交流。其中，創意節由每個州分或國家的代表隊伍運作一個與他們所屬地相關的趣味攤位。世界總決賽中最受注目的是開閉幕禮。兩個典禮以奧運模式在校園中的體育館舉行，閉幕禮後便是各個年齡組別和教練們各自的派對。
在香港，順德聯誼總會李兆基中學於2012年代表香港遠赴美國愛荷華州立大學參加創意思維活動世界賽，結果隊伍憑藉出色表現，於「情感『動』車」(Ooh-Motional Vehicle)第三組別賽事中勇奪世界冠軍；
博愛醫院陳楷紀念中學及可風中學亦在是項世界賽中分別於2010年「搵到寶」(Discovered Treasures)第二組別2000年「彈力驅動車」(Elasti-Pumper)第三組別獲得世界冠軍之殊榮。
佛教黃允畋中學亦於2014年代表香港在第二題「胡鬧鬼屋」(The not so Haunted House)第二組別 中獲獲得世界冠軍。
佛教黃允畋中學於2018年代表香港在第二題《Emoji speak for yourself 》第二組別中，榮獲世界亞軍。
在2019世界賽中，佛教黃允畋中學代表香港於第二題《Hide In Plain Sight》第二組別中，榮獲世界季軍。保良局蕭漢森小學亦於第五題《Opposites Distract》第一組別中榮獲世界亞軍。
在2025年世界賽中，佛教黃允畋中學代表香港於第二題《 Mech-Animal Sidekick  》第二組別中，在46隊參賽隊伍中，榮獲世界亞軍。

## 長期題
長期問題的解決方案是作為短劇的不超過八分鐘。在這些短劇，有的團隊成員通常採用"後台"的控制技術方面的短劇，而另一些將署理。長期題需約3-5個月的準備。 

### 問題分類
每年，大會都會提出六條問題。而具體的每一個問題，逐年來的變化，他們總是依六個分類設題： 
1. 交通工具題著重於設計與施工車輛用來解決一個指定的問題，較少著重於表現陪同的解決辦法。問題候補之間的團隊推動車輛大中攜帶一個人的獨立自我驅動的車輛。車輛問題，為2007-08所謂的"odyssey road ralley " ，並牽涉到一車競爭，在與體育有關的活動，在四個檢查站。
2. 技術性能問題，主要是側重於技術解決方案，涉及工程機械，如汽車的問題，地方二級側重於表現。有關技術性問題，為2007-08年度是所謂的"dinostories" ，是集中在如何恐龍滅絕。先前的技術問題，包括機器人的建設，音響製作等。
3. 設經典...問題涉及績效掛鉤，部分區域或環節人類成就的或文化（藝術，文學，音樂等）。問題通常集中於表現自己，如果沒有大量的技術要求。這些措施包括在過去的話題，從莎士比亞的詮釋，藝術的分析，人類的偉大成就，以及其他"古典"的主題。
4. 結構（或balsa）問題牽涉到建立一個結構出來的0.125英寸（其實0.33厘米國際兼容性。balsa木材及膠。任務就是典型，使結構擁有高達重量盡可能每年有不同的規定，至於如何將結構必須建立。有一點側重於代理和腳本，在這個問題，但短劇必須包括結構。 2007-08問題是圍繞高爾夫球，是所謂的「T型結構」。
5. 性能問題是大量集中於代理和腳本，與重大挑戰，涉及團所需的元素表現。過去的問題，涉及的課題，如成語及動畫。
6. 首要問題是專為年輕參與者等級的K2，並載有簡單的要求，是一個問題，可以很容易的挑戰，最年輕的頭腦。團隊的人，解決這個問題沒有正式的競爭，並沒有得分，雖然有些地區，鼓勵他們展示自己的問題，向觀眾。

### 成本上限
有一個「成本」的價值限額中使用的所有材料提交長遠的解決辦法。這個限額通常是100-150美元。截至2006至2007年度的規則更新， 有些材料有一個「分配價值」。一些例子包括計算機和最視聽設備（投影機、電台、電視、音樂播放器等） 。該建議成本寫這些項目下來，因為是在任何地方之間$5-10元。還有一些材料是簡單的「豁免」，從成本。這包括電池及電源線、鞋類、桌椅等。所有這些材料，甚至免除，都必須列於「成本表格」。裁判員核對這份名單，以確保該小組是在成本的限制，以及之後的適當分配價值觀和豁免。

### 風格
'風格 '的一個組成部分，長期的地方工作隊是判斷上的具體內容，他們的短劇。有5個要素風格得分 。很多時候，有兩個，這些要素在特定問題，其他兩個，然後"自由選擇國家隊"的內容，其中第五項是一個分數如何，以及其他要素貢獻了演出。該預先指定的元素，是與該問題，在某種程度上，他們是典型的東西，我覺得與外觀的汽車，服裝，或版權。自由選擇項目，可他做不到隊的願望，只要他們不是已經取得了作為部分的長期解決辦法。每個單元得分由1-10人，佔50分的總分數。 

## 即興題
即興題為創意思維活動中的三項給分項目的其中一項，即興題題目有別於長期題，隊員甚至裁判在賽前都不知悉題目內容，而賽後亦要求隊員遵求賽題保密協議，在美國創意思維世界賽完結前，不得以任何人士透露題目，而題目主要分為以下三種題型：
- '動口題 '隊員一般需要在有限時間內回答或陳述一項物件或一張圖片，視乎答案的創意來給分，一個普通的答案可得一分，一個有創意的答案可得五分。一般情況下，比賽隊員需按題目要求而順序回答或隨機回答，通常隊員會獲得數張回答卡，在隊員回答一次後需把回答卡放到指定容器內，以示意作答完畢，而在所有隊員的回答卡用光後則視作比賽結束。

- '動口動手題 '和動口題相似，但他們在比賽中還會分發到一項物件，而隊員的需要與該項物件配合作作答問題，然後參加一個故事，視乎答案的創意來給分，一個普通的答案可得一分，一個有創意的答案可得五分。

- '動手題 '根據問題的要求來完全題目，通常涉及隊員間的互相合作，部分題目更不准許隊員在比賽間交談，以考驗他們的合作性。

雖然每隊隊伍可以包含多達七名成員中，只有五名能參與即興題。一般在進入比賽房間後，裁判會給予一分鐘的時間給隊伍選擇參加隊員，而不參加的隊員則離開比賽房間或留在房間內的指定座位並不能與參與隊員有任何形式的交流。

## 計分方法
每一隊給出的分數出來的350分：長期題佔200分，即興題佔100分，風格則佔50分。風格為一賽題預先給出的給分項目，由隊員根據題目自行安排，通常分為五部分，而風格會因為不同賽題有所不同。給分是根據不同隊伍的表演而給出，在不同項目的最高分數隊伍，該隊不論分數將會在該項目中視為200分，而之後的隊伍將會依照加分比例而計算總分，即是說如果有一隊隊伍能在長期題、即興題、風格三方面都位於第一位，不論分數，他們也會取得350分。

## 獎項

### OMER's Award
OMER's Award以創意思維活動的浣熊吉祥物，OMER命名，以表揚
個人或團隊，他們表現出的優秀體育精神，模範行為，或
特殊人才。領取這個獎項，可能是教練，隊員，家長，官員或
誰都說，賽事官員或董事感到展出這些特質。

## 命名
成立時，該計劃被稱為「思維奧林匹克」。在八十年代初期， 國際奧林匹克委員會強迫侵犯其商標權的「奧林匹克」的名稱，並強迫該計劃，以改變它的名字。新的名字選定的是「創意思維活動」。

## 外部連結
- 官方網頁 (英文) （页面存档备份，存于）
- Odyssey World
- COU — Creative Opportunities Unlimited （页面存档备份，存于）
- Odyginals - Mexico
- 香港創意思維活動 （页面存档备份，存于）

### 即興題資源
- Arizona Odyssey of the Mind
- Odyssey in Vermont
- National OM resources （页面存档备份，存于）
- Southwestern Opportunity Network （页面存档备份，存于）
- Spontaneous Problems Galore!
- Virginia Odyssey Into Creative Explorations （页面存档备份，存于） (VOICES)